# あきづき (護衛艦・2代)
あきづき（ローマ字：JS Akizuki, DD-115）は、海上自衛隊の護衛艦。あきづき型護衛艦 (2代)の1番艦。艦名は「秋の月」に由来し、旧海軍の防空駆逐艦、秋月型駆逐艦1番艦「秋月」、海上自衛隊の自衛艦隊及び護衛艦隊旗艦を務めたあきづき型護衛艦 (初代)「あきづき」など伝統ある名称であり知名度が高いことから選定された。なお、この名を受け継ぐ日本の艦艇は3代目に当たる。
本記事は、本艦の艦暦について主に取り扱っているため、性能や装備等の概要についてはあきづき型護衛艦 (2代)を参照されたい。

## 艦歴
「あきづき」は、中期防衛力整備計画に基づき平成19年度計画5,000トン型護衛艦2244号艦として、三菱重工業長崎造船所で2009年7月17日に起工され、2010年10月13日に命名・進水、2011年7月28日に公試開始、2012年3月14日に就役し、第1護衛隊群第5護衛隊に編入された。定係港は佐世保基地。
2015年7月5日、第22次派遣海賊対処行動水上部隊として護衛艦「さわぎり」とともにソマリア沖・アデン湾に向けて佐世保基地から出航、任務を終了後の同年12月18日に帰国した。
2020年4月10日19時頃、男女群島の南西約420kmの海域を南東進する中国海軍クズネツォフ級空母「遼寧」、ルーヤンⅢ級ミサイル駆逐艦2隻、ジャンカイⅡ級フリゲート2隻及びフユ級高速戦闘支援艦1隻の計6隻を確認した。
その後、これらの艦艇が沖縄本島と宮古島との間の海域を南下し、太平洋へ向けて航行したことを確認するまでの間、第1航空群所属P-1哨戒機と共に所要の情報収集・警戒監視を行った。
2021年4月18日、第5次派遣情報収集活動水上部隊として佐世保基地から出港。乗員全員に対しPCR検査を実施するとともに、日本近海において14日間にわたり訓練等を行い、乗員の健康観察を実施した後、中東方面に向け進出し、2021年5月後半に「すずなみ」から任務を引き継いだ。任務終了後の帰国途上の10月19日から23日にかけて、南シナ海において米海軍駆逐艦「ミリウス」と、10月25日には沖縄東方において米海軍駆逐艦「ベンフォールド」、オーストラリア海軍駆逐艦「ブリスベン」と共同訓練を実施した。同年10月30日、佐世保に帰港した。
同年12月15日11時ごろ、男女群島の西約350kmにおいて、同海域を南東進する中国海軍クズネツォフ級空母「遼寧」、レンハイ級ミサイル駆逐艦1隻、ジャンカイⅡ級フリゲート1隻及びフユ級高速戦闘支援艦1隻の計4隻を確認した。
その後、12月16日にこれらの艦艇が沖縄本島と宮古島の間の海域を南下し、太平洋へ向けて航行したことを確認した。
また、東シナ海及び太平洋において艦載ヘリの、太平洋において艦載戦闘機の発着艦をそれぞれ確認した。
その間、第1護衛隊所属「いずも」、第4航空群所属P-1哨戒機及び第5航空群所属P-3C哨戒機とともに、所要の情報収集・警戒監視を行った。
2024年5月11日から5月13日にかけて、東シナ海の訓練海空域において実施された日米新共同訓練（ノーブル・レイブン24）に参加した。米海軍からは遠征用海上基地艦「ミゲル・キース」が、ニュージーランド空軍からはP-8が参加し、各種戦術訓練（LINKEX、対水上戦）及びPHOTOEXを実施した。
2025年2月上旬、本艦は台湾海峡を通過した。海上自衛隊の艦艇の同海峡通過は2024年9月以来2例目で、自衛隊の艦船が単独で通過するのは初めて。「あきづき」は海峡を北から南に通航し、2月5日、南シナ海において実施された日米豪比共同訓練に参加した。米海軍からはミサイル駆逐艦「ベンフォールド」とP‐8A、豪海空軍からは駆逐艦「ホバート」とP‐8Aが、比海軍からはフリゲート「ホセ・リサール」が参加し、各種戦術訓練を実施した。
同年2月10日から2月18日にかけて、護衛艦「かが」、P‐3C哨戒機とともにフィリピン東方海空域で実施される日米仏共同訓練（パシフィック・ステラー）に参加する。米海軍空母「カール・ヴィンソン」、巡洋艦「プリンストン」、駆逐艦「スタレット」、駆逐艦「ウィリアム・P・ローレンス」、P‐8A哨戒機、フランス海軍空母「シャルル・ド・ゴール」、フリゲート「アルザス」、「フォルバン」、駆逐艦「プロヴァンス」、補給艦「ジャック・シュヴァリエ」、哨戒機「アトランティック」が参加し、各種戦術訓練（対空戦、対潜戦、LINKEX、クロスデッキ等）及びPHOTOEXを実施する予定。

### 歴代艦長
| 代       | 氏名     | 在任期間               | 出身校・期            | 前職                                              | 後職                                  | 備考                 |
| 艤装員長 | 艤装員長 | 艤装員長               | 艤装員長              | 艤装員長                                          | 艤装員長                              | 艤装員長             |
| -------- | -------- | ---------------------- | --------------------- | ------------------------------------------------- | ------------------------------------- | -------------------- |
| -        | 高田昌樹 | 2010.10.13 - 2012.3.14 | 防大29期              | ありあけ艦長                                      | あきづき艦長                          |                      |
| 艦長     |          |                        |                       |                                                   |                                       |                      |
| 01       | 髙田昌樹 | 2012.3.14 - 2013.8.19  | 防大29期              | あきづき艤装員長                                  | 佐世保海上訓練指導隊指導部長          |                      |
| 02       | 渕 孔    | 2013.8.20 - 2015.1.29  |                       | 艦艇開発隊艦艇第2科長                             | 艦艇開発隊                            |                      |
| 03       | 麻生康晴 | 2015.1.30 - 2016.12.19 |                       | まきなみ艦長                                      |                                       |                      |
| 04       | 石井和徳 | 2016.12.20 - 2018.5.9  |                       | 艦艇開発隊艦艇第2科長                             | 自衛艦隊司令部 兼 護衛艦隊司令部      |                      |
| 05       | 那須靖司 | 2018.5.10 - 2019.4.7   |                       | せんだい艦長                                      | 海上自衛隊第1術科学校教官 兼 研究部員 |                      |
| 06       | 柴田悟朗 | 2019.4.8 - 2020.7.16   | 防大44期              | 統合幕僚監部指揮通信システム部 指揮通信システム課 | 情報業務群電子情報支援隊研究指導科長  |                      |
| 07       | 中澤憲弥 | 2020.7.17 - 2022.3.17  | 防大47期              | 第4護衛艦隊司令部幕僚                             | 海上自衛隊幹部学校付                  | 2022.1.1 1等海佐昇任 |
| 08       | 清 香織  | 2022.3.18 - 2023.8.17  | 早稲田大学・ 55期幹候 | 自衛艦隊司令部                                    | 海上自衛隊幹部学校付                  | 2023.7.1 1等海佐昇任 |
| 09       | 小松大祐 | 2023.8.18 -            |                       |                                                   |                                       |                      |

## ギャラリー

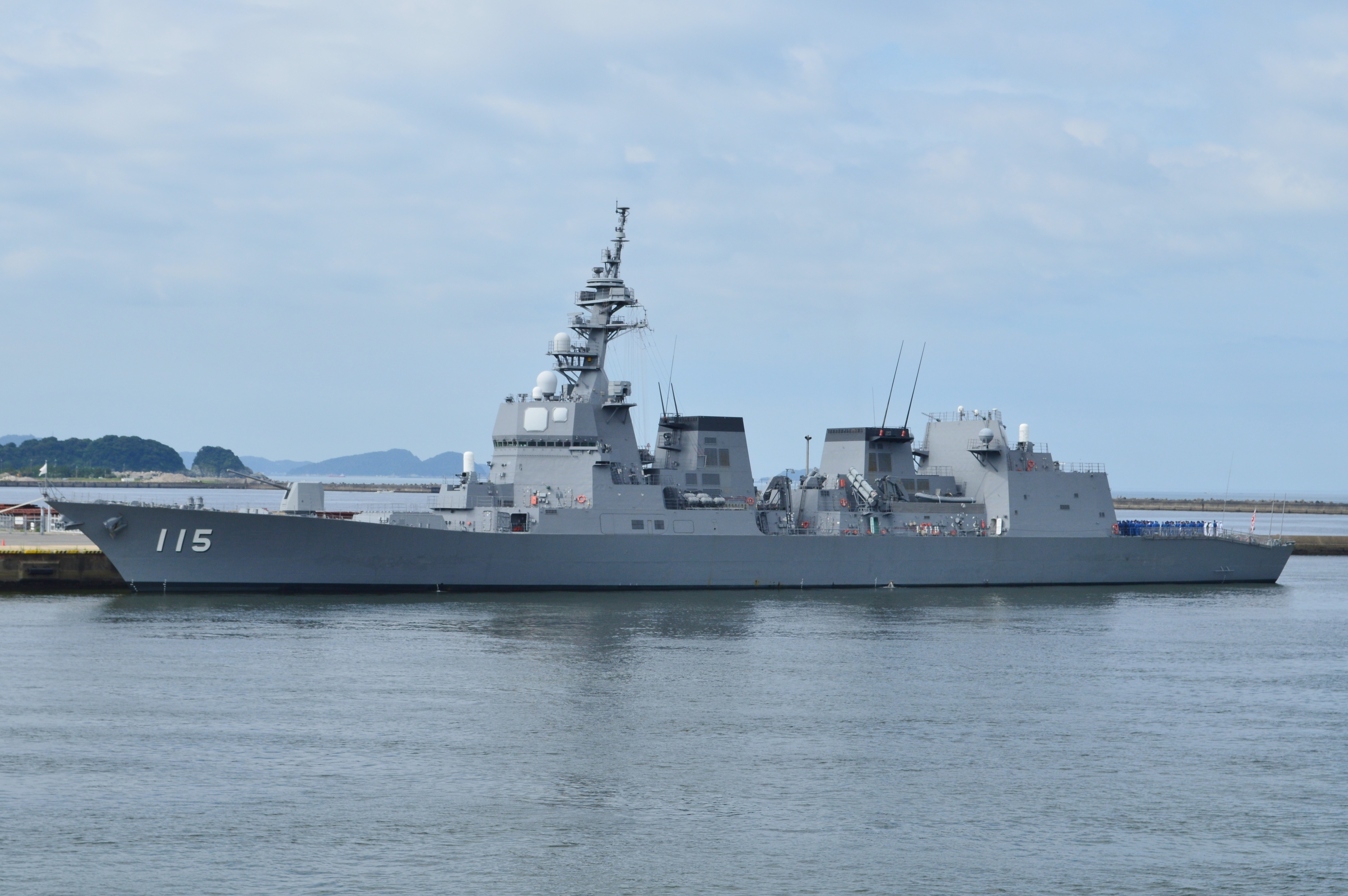
和歌山下津港に停泊中の「あきづき」
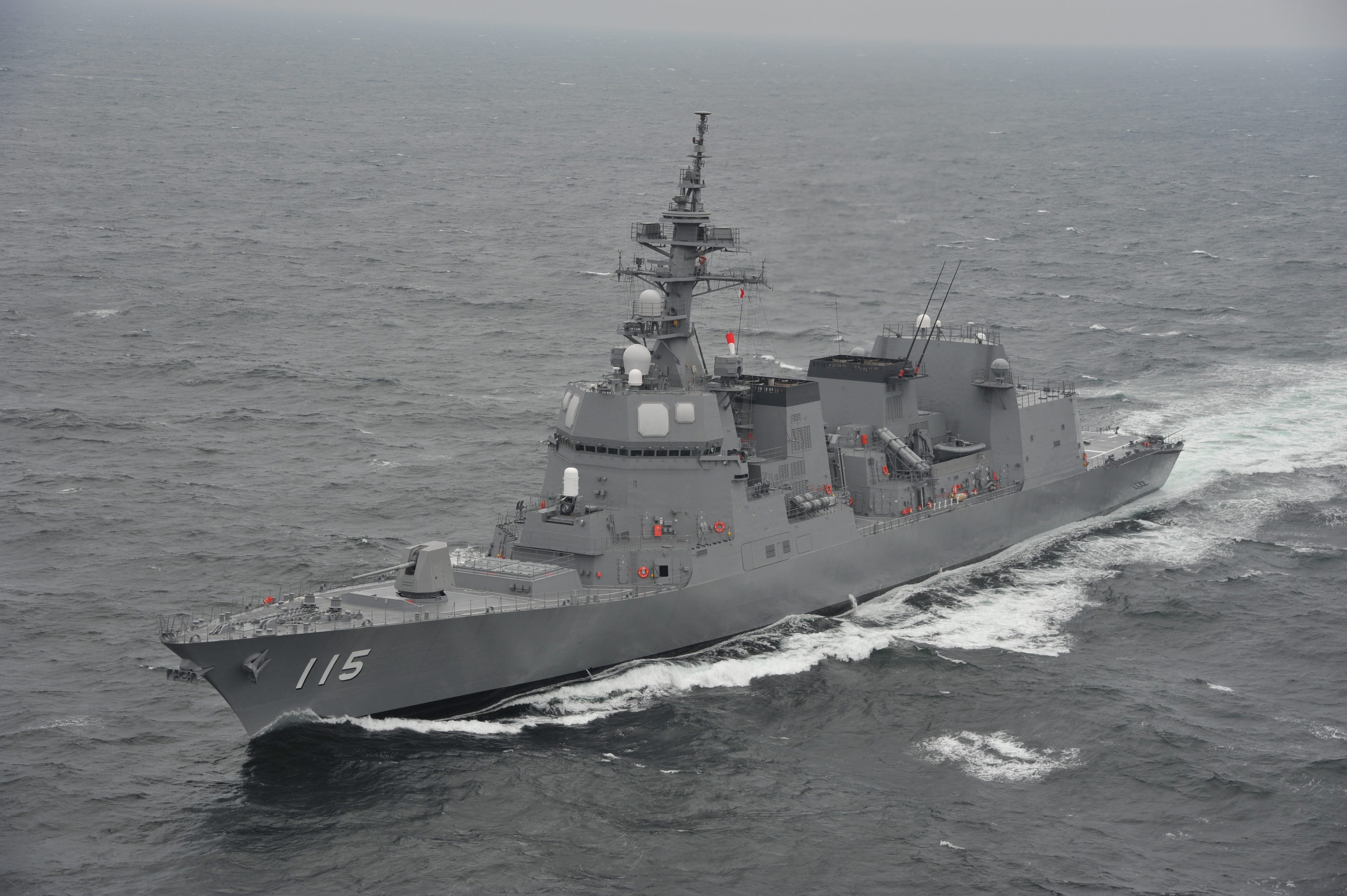
左前方から見た「あきづき」
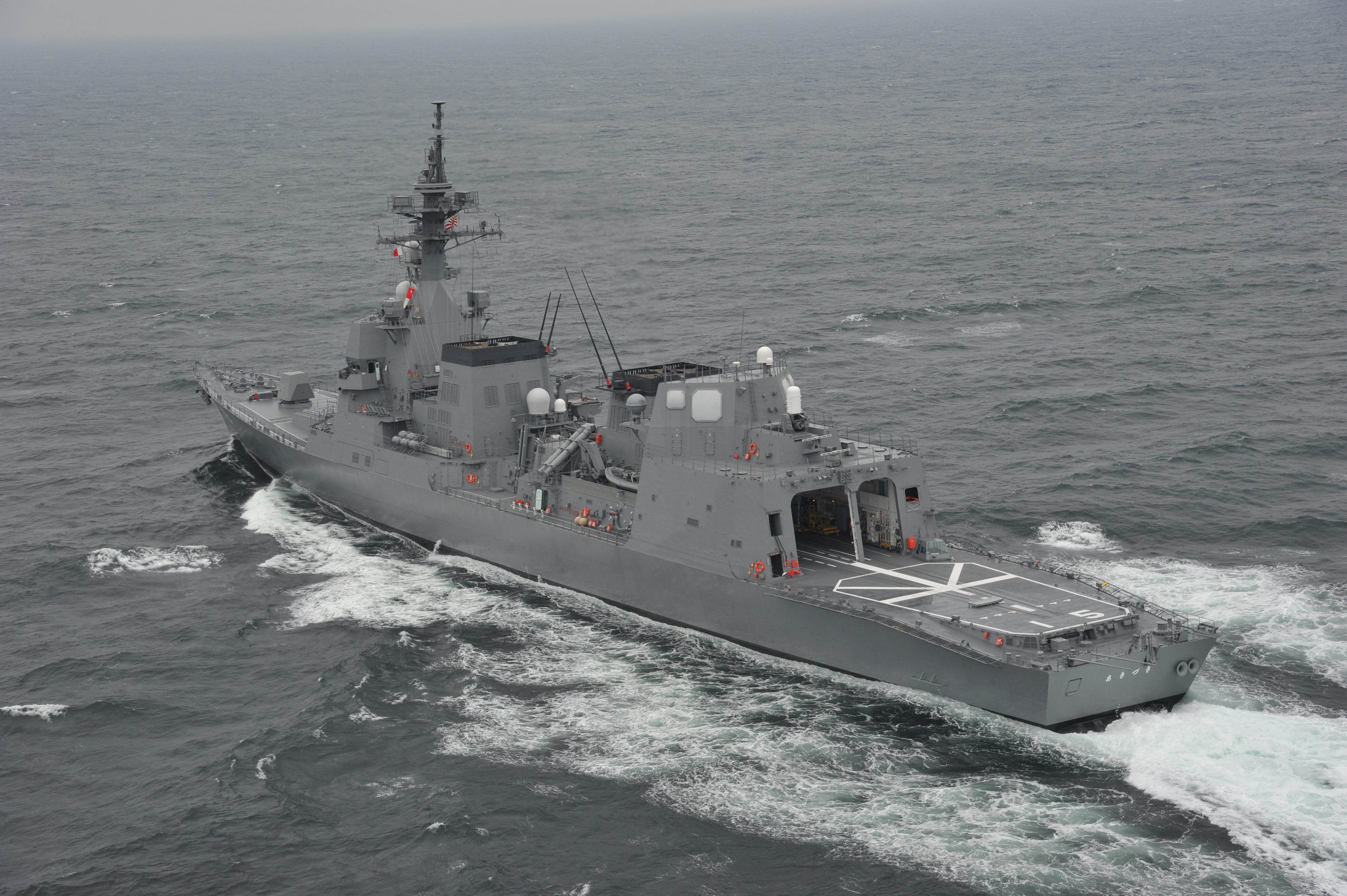
右後方から見た「あきづき」
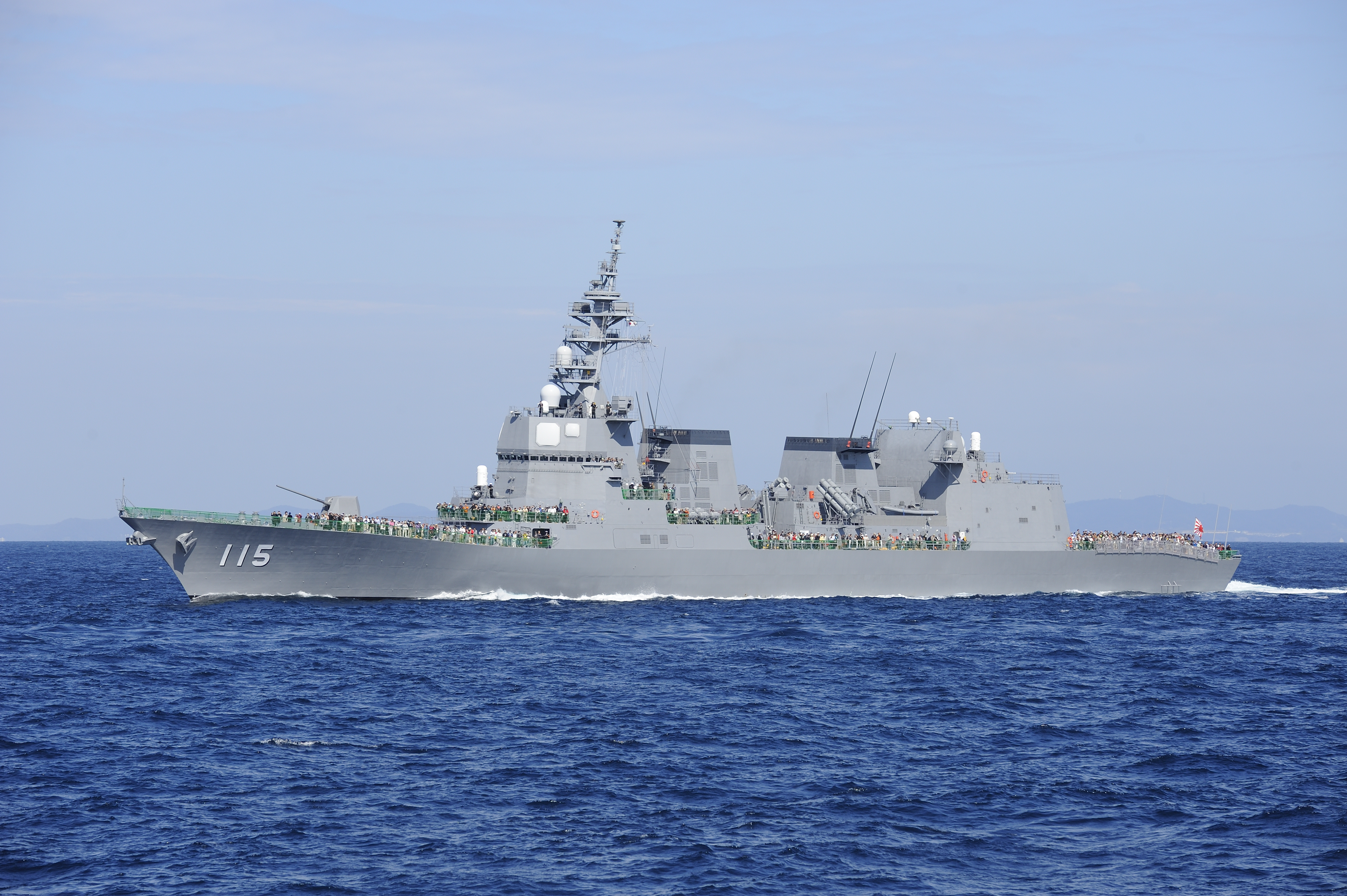
左方から見た「あきづき」
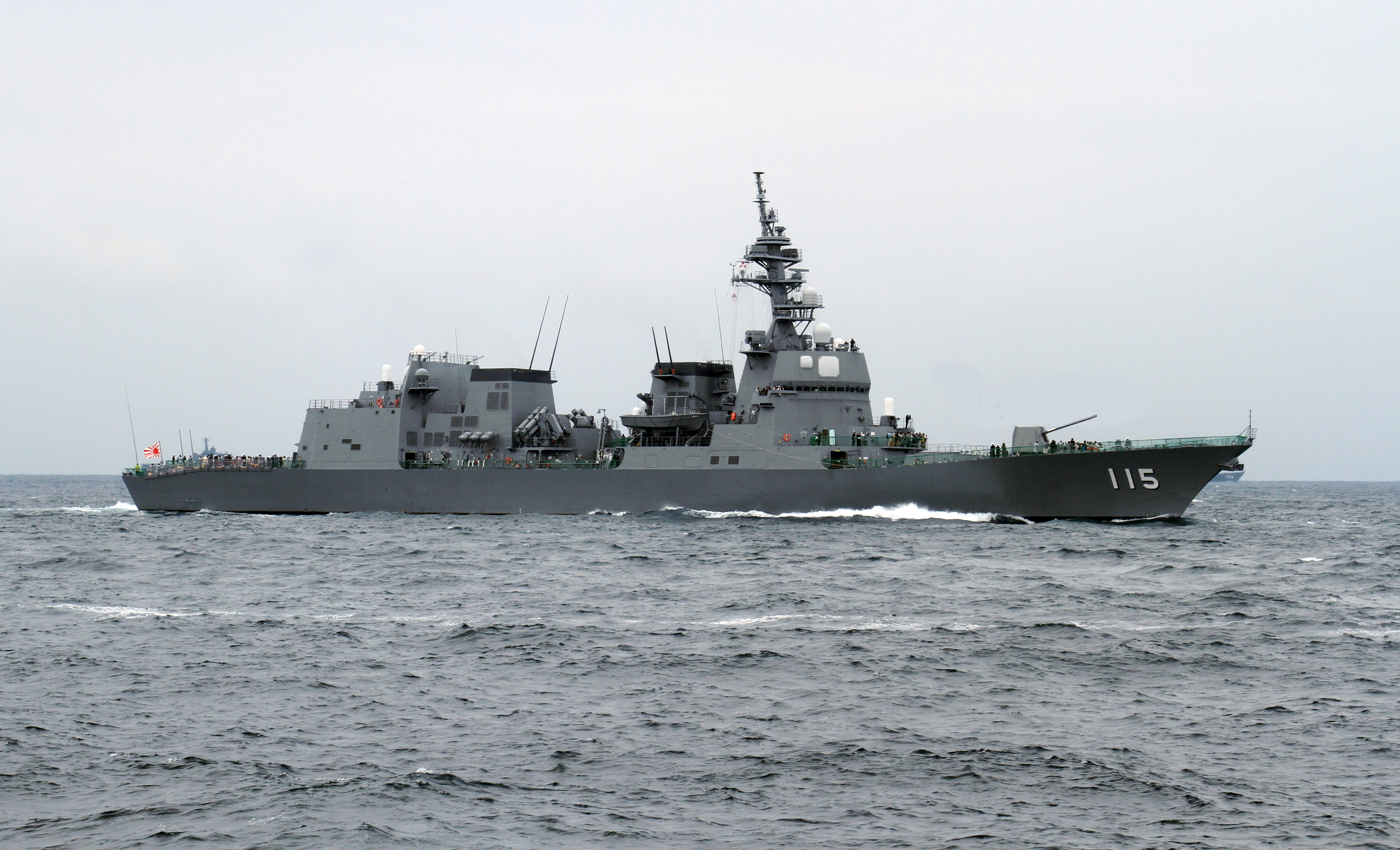
右方から見た「あきづき」
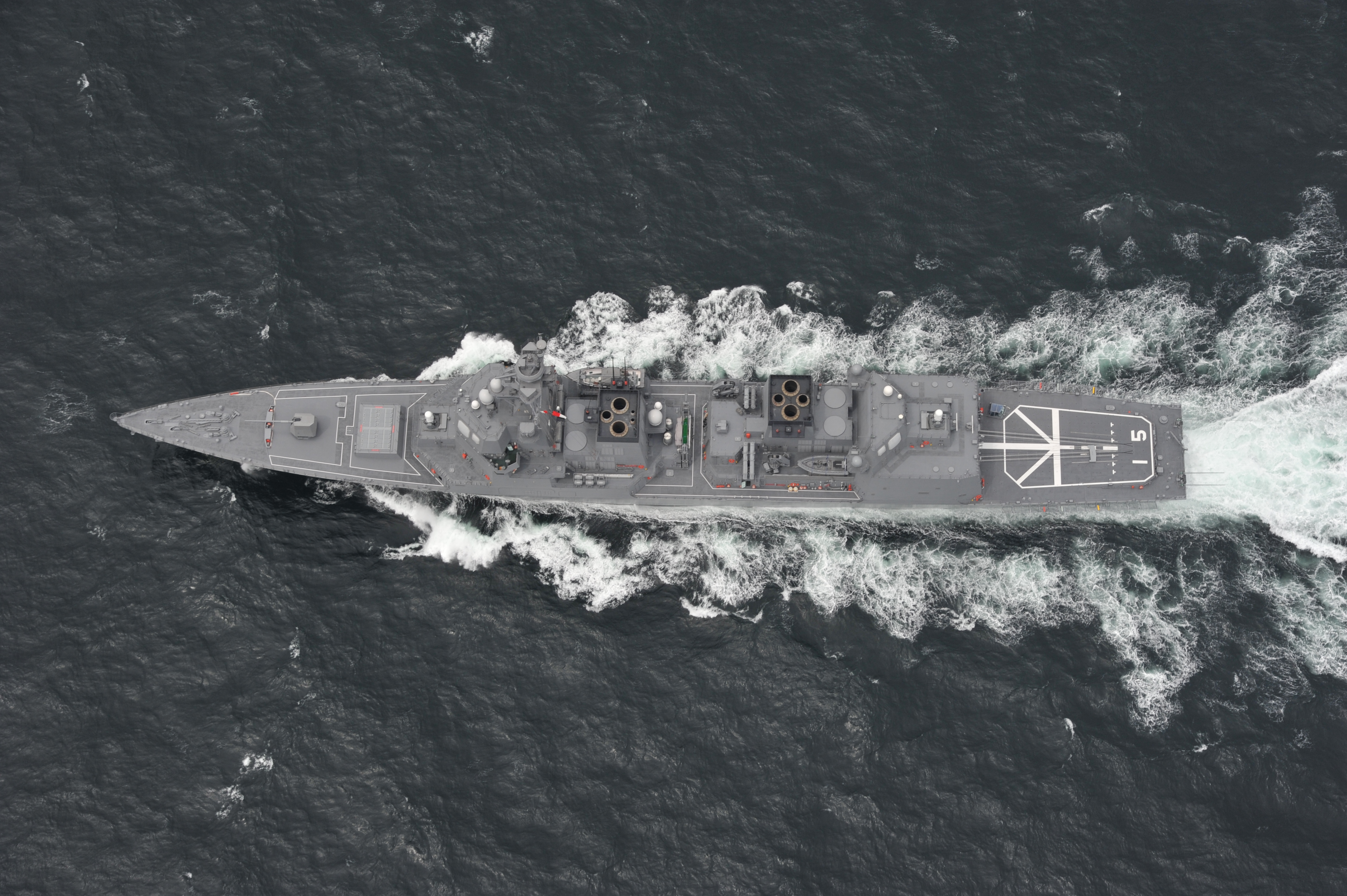
上方から見た「あきづき」
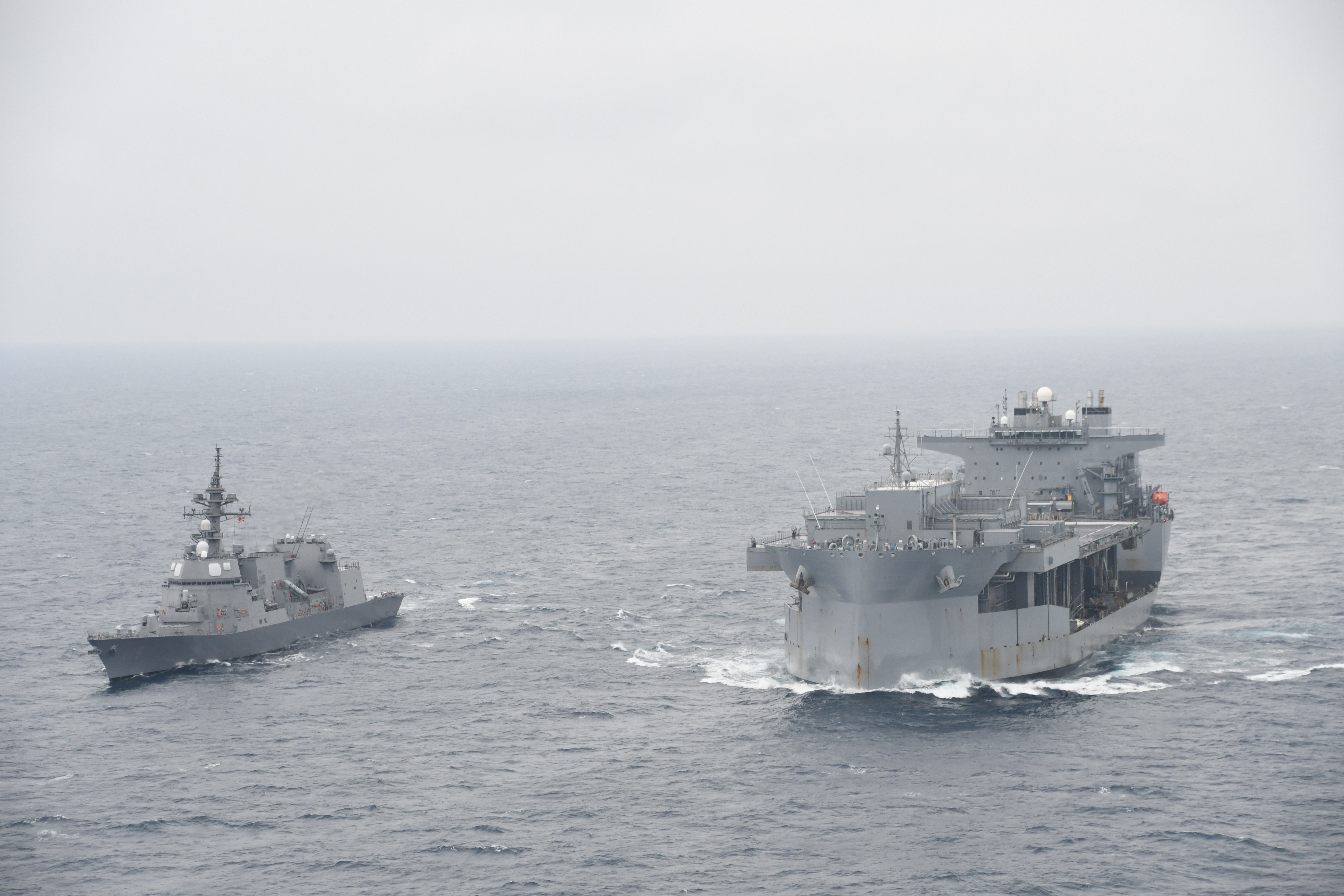
米海軍遠征用海上基地艦「ミゲル・キース」と共同訓練を実施中の「あきづき」